# Lawrence O’Bryan Branch

Lawrence O’Bryan Branch

Lawrence O’Bryan Branch (* 28. November 1820 in Enfield, Halifax County, North Carolina; † 17. September 1862 in Raleigh, North Carolina) war ein US-amerikanischer Politiker, Mitglied im US-Kongress und Brigadegeneral der Konföderierten Staaten von Amerika im Sezessionskrieg.

## Leben
Nach seiner normalen Schulzeit erhielt er einen Vorbereitungskurs bei einem Privatlehrer in Washington, ging anschließend an die Bingham Military Academy in North Carolina, wechselte danach an die University of North Carolina in Chapel Hill und graduierte 1838 am Princeton College, der heutigen Princeton University in New Jersey. Anschließend ging er nach Nashville, Tennessee, studierte dort Jura, wurde gleichzeitig Verleger und brachte eine Zeitung heraus. 1840 zog er nach Tallahassee, Florida, wurde auch dort im selben Jahr als Anwalt zugelassen und kämpfte 1841 im 2. Seminolenkrieg.
1852 zog er nach Raleigh, North Carolina, eröffnete wieder eine Anwaltspraxis, ging als Mitglied der Demokratischen Partei in die Politik und wurde Präsident der Raleigh & Gaston Railroad Co. Als Demokrat wurde er dreimal in Folge, von 1855 bis 1861, ins Repräsentantenhaus der Vereinigten Staaten gewählt sowie vom damaligen US-Präsidenten James Buchanan am 2. Dezember 1860 zum Finanzminister ernannt. Branch lehnte jedoch ab und ging stattdessen im Mai 1861 zur Armee der Konföderierten. Auch hier machte er schnell Karriere, wurde noch im selben Jahr zum Brigadegeneral ernannt und bekam eine eigene Brigade in der Division von General Hill im Corps von General „Stonewall“ Jackson.
Am 17. September 1862 wurde Branch als Kommandierender der 4. Brigade bei der Schlacht von Antietam getötet.